# Розумники (фільм, 1986)
Розумники (англ. Wise Guys) — американська комедія 1986 року режисера Брайана Де Пальми.

## Сюжет
Двоє друзів Мо Дікстейн і Гаррі Валентіні виконують різні доручення мафії. Бос мафії Костелло доручає їм зробити велику ставку на іподромі. Гаррі вмовляє Мо поставити гроші на іншого коня, але програють 250 тисяч доларів. Бос лютує і як останній шанс дає їм завдання — вбити один одного.

## У ролях
| Актор            | Роль             |
| ---------------- | ---------------- |
| Денні ДеВіто     | Гаррі Валентіні  |
| Джо Піскопо      | Мо Дікстейн      |
| Гарві Кейтель    | Боббі ДіЛі       |
| Рей Шаркі        | Марко            |
| Ден Гедайя       | Ентоні Кастело   |
| Лу Альбано       | Френк Акавано    |
| Джулі Бовассо    | Ліл Дікстейн     |
| Патті ЛюПон      | Ванда Валентіні  |
| Антонія Рей      | тітка Седі       |
| Мімі Чеккіні     | бабуся Валентіні |
| Метью Кей        | Гаррі молодший   |
| Тоні Мунафо      | Санто Равалло    |
| Тоні Ріццолі     | Джої Сікліоне    |
| Френк Вінсент    | Луї Фонтуччі     |
| Рік Петручеллі   | букмекер Аль     |
| Ентоні Голланд   | портьє Карл      |
| Марселіно Рівера | посильний        |
| Джозеф Кіпріано  | паркувальник     |